# Canard

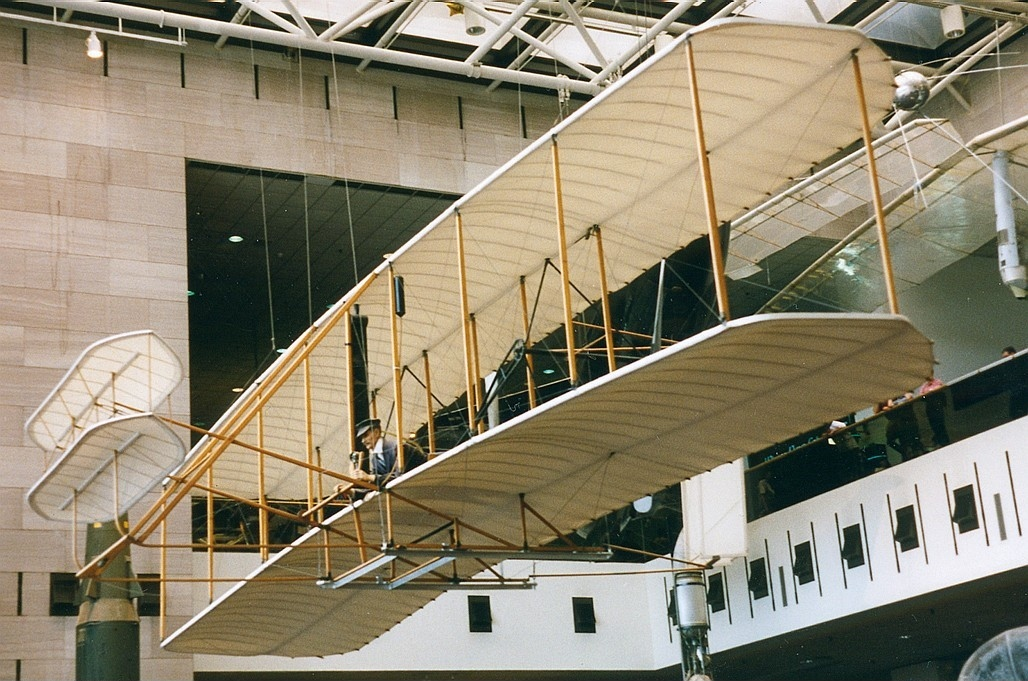
Nachbau des
Wright Flyer,
gesehen von links,
das Höhenleitwerk ist vorne

Als Canard, Entenflugzeug oder Entenflügler werden Flugzeuge bezeichnet, bei denen sich das Höhenleitwerk vor den Tragflächen befindet.
Es wird zwischen echten Entenflugzeugen unterschieden, bei denen die Höhensteuerung ausschließlich mit dem vorn liegenden Höhenleitwerk erfolgt, und modernen Verkehrsmaschinen und Kampfjets, die zusätzlich zu den herkömmlichen Höhenrudern Hilfssteuerflächen besitzen. Diese Flugzeuge sind meistens Delta-Flügler; die Canards kommen hauptsächlich bei Flugmanövern mit extremen Anstellwinkeln zum Einsatz. Die sowjetische Tupolew Tu-144 hatte beispielsweise ausfahrbare Canard-Flügel, die bei Start, Landung und beim Langsamflug eingesetzt wurden.

## Begriffserklärung
Der Name canard kommt vom französischen Wort für Ente, deren Flugbild durch weit hinten liegende Flügel ansatzweise ähnlich ist. Besonders im Ausland wird der Begriff canard häufig auch für das Höhenleitwerk selbst verwendet.

## Entwicklungsgeschichte

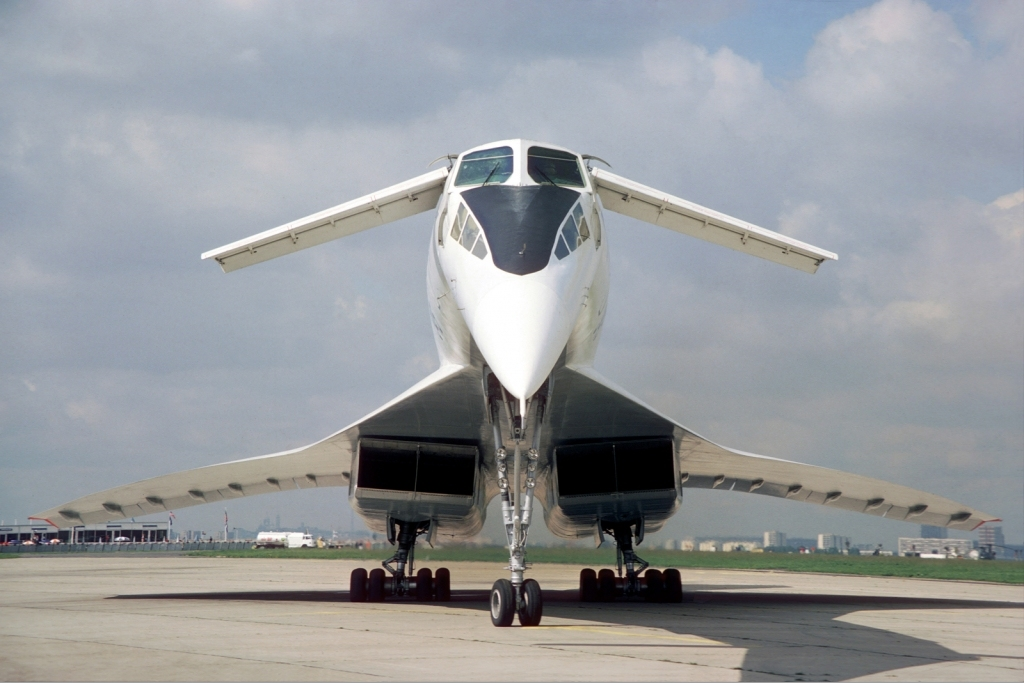
Die Tupolew Tu-144 mit ausgeklappten Canards und gesenkter Nase

Die Grundidee wurde von den Brüdern Wright erstmals nutzbar gemacht, und in den folgenden Jahrzehnten gab es eine beständige Beschäftigung der Konstrukteure mit dem Thema, was sich an der Tatsache ablesen lässt, dass viele Rekordleistungen mit Entenflugzeugen erbracht wurden. Andererseits blieb der kommerzielle Erfolg in der zivilen Luftfahrt aus. Es wurden bisher keine größeren Serien von Entenflugzeugen in den Handel gebracht. Der Großteil der wenigen verkauften Geschäftsreiseflugzeuge Beechcraft Starship wurde vom Hersteller zurückgekauft und einige Flugzeuge davon an Museen abgegeben. Burt Rutan verhalf dem Entenflugzeug mit seinen Entwürfen VariEze und LongEz zu einer gewissen Popularität. Aufsehen erregte auch sein Entwurf Voyager, mit dem erstmals eine Non-Stop-Weltumrundung ohne Luftbetankung gelang. Die erste Überquerung des Ärmelkanals mittels Muskelkraft gelang dem Team um Paul MacCready mit dem Enten-Fluggerät Gossamer Albatros. Das Deutsche Museum in München zeigt die Solair-1 von Günter Rochelt, das erste brauchbare Solarflugzeug in Deutschland. Gegen Ende des Zweiten Weltkrieges gab es in Japan mit der Kyūshū J7W und den USA mit der Curtiss XP-55 Versuche, einmotorige Jagdflugzeuge in Entenbauweise herzustellen.

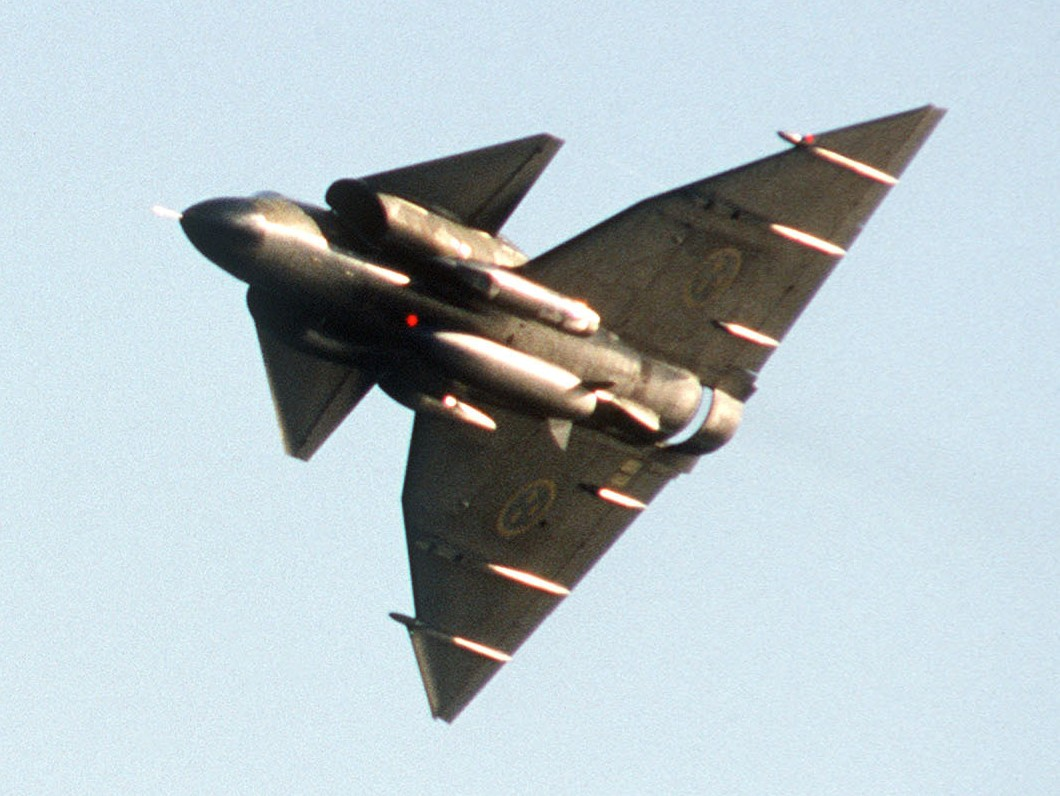
Die Saab 37 Viggen war lange Zeit das einzige strahlgetriebene Serienflugzeug mit Canards

Bei modernen Kampfflugzeugen wie der Dassault Rafale oder dem Eurofighter, die aerodynamisch instabil ausgelegt sind, dienen Canards zur Kontrolle der Fluglage bei extremen Manövern jenseits des Strömungsabrisses.

## Funktionsweise

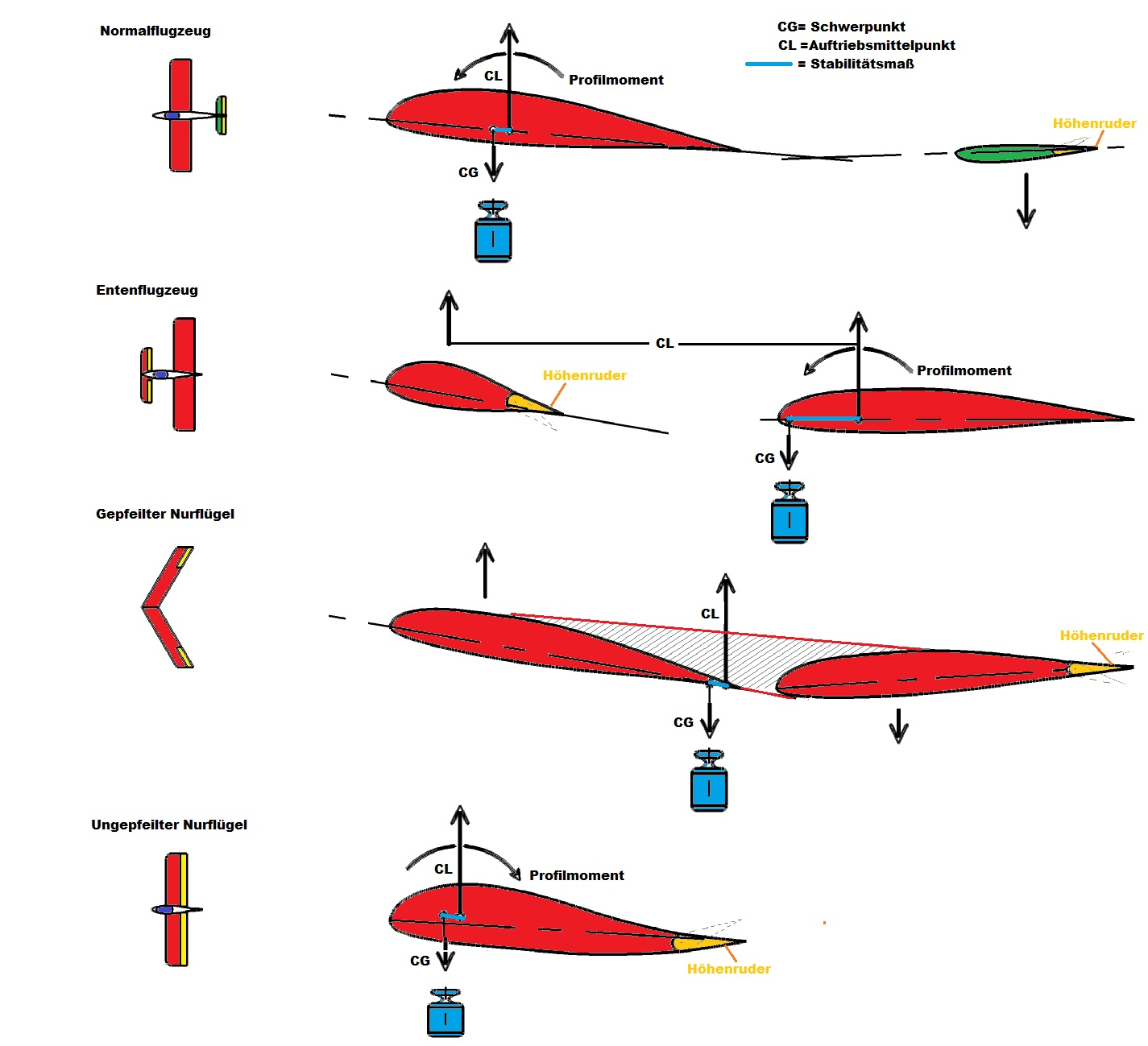
Momenthaushalt bei Flugzeugen

Während beim konventionellen Flugzeug das Höhenleitwerk aus Gründen der Längsstabilität eine abwärts gerichtete Kraft erzeugen muss, erzeugt es beim Canard-Flugzeug über alle stationären Flugzustände hinweg Auftrieb. Ähnliches gilt auch für Fluggeräte in Tandem-Bauweise, wobei eine genaue Abgrenzung zwischen „Tandem“ und „Ente“ schwierig ist, z. B. Scaled Composites Proteus. Allen gemein ist der Schwerpunkt irgendwo zwischen dem Auftriebsmittelpunkt der vorderen und hinteren Auftriebsflächen, wohingegen sich beim Normalflugzeug und bei Nurflüglern der Schwerpunkt je nach Pfeilung meist innerhalb der Tragflächengeometrie befindet.

### Vorteile der Canard-Bauweise

Rutan Voyager,
von rechts unten gesehen, nach der Weltumrundung

- In bestimmten Flugzuständen kann die Canard-Bauweise in einem günstigeren Verhältnis von Auftrieb zu Widerstand resultieren.[3]
- Ein besseres Überziehverhalten entsteht, da der maximale Anstellwinkel des vorn liegenden Höhenleitwerks bei einem korrekt ausgelegten Entenflugzeug stets zuerst erreicht wird. Dadurch senkt sich die Nase des Flugzeugs selbständig wieder herab, was einen Strömungsabriss am Hauptflügel verhindert.[3]
- Der weit vorne liegende Schwerpunkt erlaubt die Anordnung der Triebwerke am Heck des Flugzeugs. Dies kann das Geräuschniveau in der Passagierkabine senken.
- Der Rumpf kann aufgrund der Schwerpunktlage in der Regel in seiner ganzen Länge für Passagiere, Fracht etc. genutzt werden.
- Ein Canard-Flügel kann die Anströmung des Hauptflügels und des Seitenleitwerks bei hohen Anstellwinkeln positiv beeinflussen.[4]
- Kampfflugzeuge erhöhen die Steuerautorität um die Nickachse durch Kombination eines Delta-Hauptflügels mit einem Canard-Flügel.

### Nachteile der Canard-Bauweise

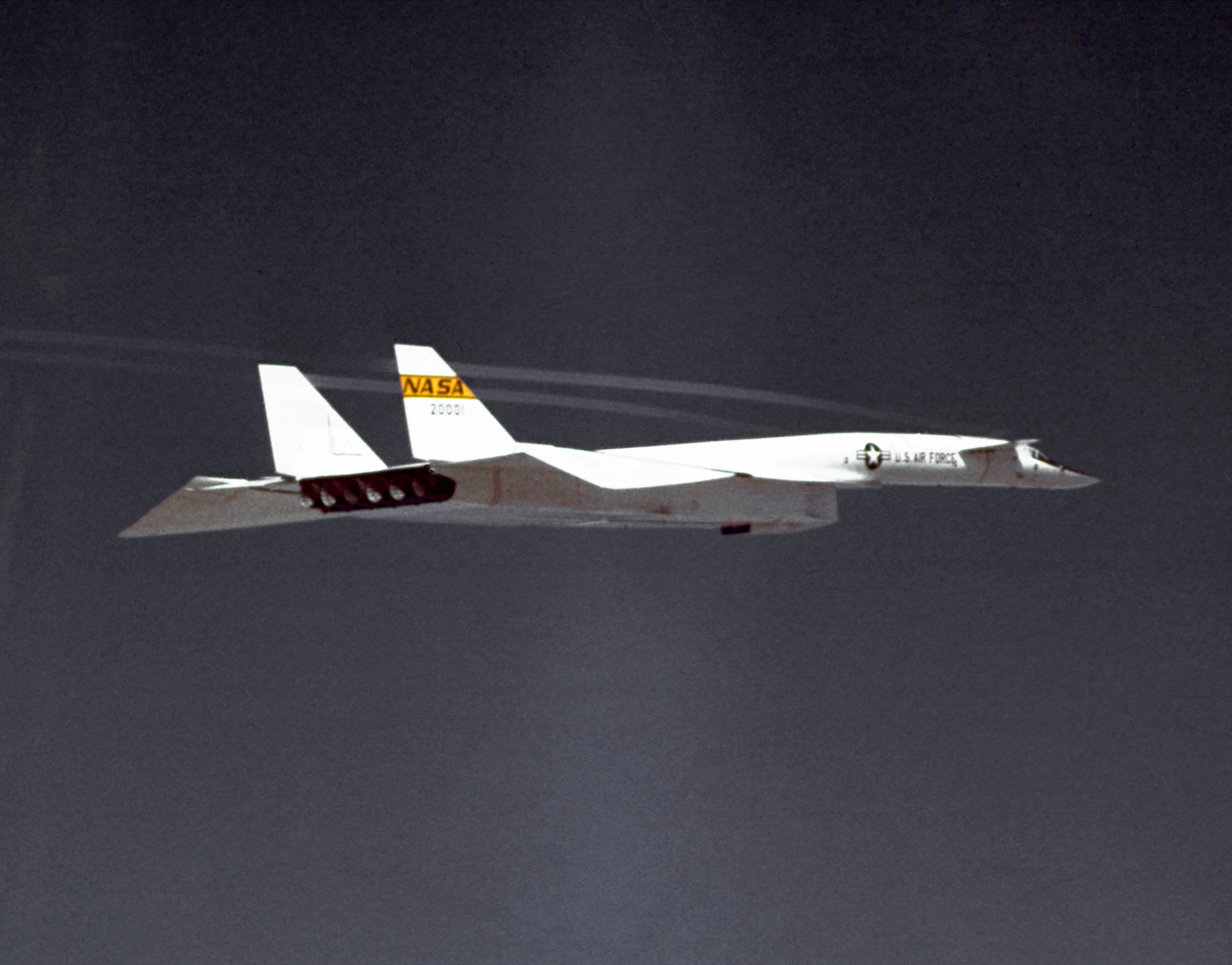
Sichtbare Wirbelschleppen an den Canards einer North American XB-70

- Eingeschränkte Verwendung von Landeklappen am Hauptflügel (erzeugen ein kopflastiges Moment, das vom Entenleitwerk auszugleichen ist und durch einen gleichsinnigen Ausschlag kompensiert wird). Der Canard muss mehr Auftrieb erzeugen. Bei einem herkömmlichen Flugzeug wird das kopflastige Moment durch verstärkten Abtrieb am Heckleitwerk kompensiert.
- Beeinflussung der Tragflügelumströmung durch das Entenleitwerk (bei den unten genannten modernen Kampfflugzeugen hingegen wird dieser Effekt genutzt, um die Leistung des Deltatragflügels und des Seitenleitwerks zu verbessern).[4]
- Schwierige Auslegung, weil stets das Überziehverhalten von Entenleitwerk und Flügel aufeinander abgestimmt werden muss und die Profilwahl des Höhenleitwerkes die Art des Überziehverhaltens beeinflusst.
- In der Regel sind wegen des kurzen Hebelarmes zum Schwerpunkt größere Seitenleitwerke nötig. Aus diesem Grund verwendet man bei vielen modernen Entenflugzeugen sehr große Winglets (teilweise mit eingebauten Seitenrudern) an den Flügelenden, um den Hebelarm zu vergrößern und gleichzeitig den induzierten Widerstand des Tragflügels zu verringern.
- Häufig ist das Blickfeld des Piloten durch das Entenleitwerk eingeschränkt.
- Das selbstständige Abnicken der Flugzeugnase im Langsamflug ist bei Landungen im hohen Anstellwinkelbereich u. U. gefährlich. Das Aufsetzen mit Minimalgeschwindigkeit (Maximalauftrieb) sollte also vermieden werden.